# Sebastien Ibeagha
Sebastien Ibeagha (født 21. januar 1992) er en nigeriansk/amerikansk fodboldspiller, der spiller i New York City FC i Major League Soccer. Han har tidligere spillet i Danmark for henholdsvis AC Horsens og FC Fredericia.

## Karriere

### AC Horsens
Ibeagha kom til den danske klub AC Horsens i januar 2014 efter en prøvetræning, der udmøntede sig i en kontrakt frem til sommeren 2015. Inden aftalen med AC Horsens, var Ibeagha til prøvetræning i Superliga-klubben AaB uden at blive tilbudt en kontrakt.

### FC Fredericia
I sommeren 2014 blev Bo Henriksen ansat som cheftræner i AC Horsens, og han valgte hurtigt at udleje Ibeagha til 1. divisions-konkurrenterne fra FC Fredericia for at give ham mere erfaring og spilletid. Lejeaftalen med FC Frederica er gældende frem til udgangen af 2014.